# Tro, Håb og Sex
|  | Denne artikel er oprettet af botten PalnaBot ud fra en ekstern database. Den kan derfor have sproglige fejl eller mangler. Denne skabelon kan fjernes efter kontrol af indholdet. |

Tro, Håb og Sex er en kortfilm fra 2011 instrueret af Emma Balcázar efter eget manuskript.

## Handling
Den unge katolik Claudia har et helt specielt forhold til Jomfru Maria, med hvem hun åbenhjertigt deler sine fantasier om den noget ældre, lækre overbo, kokken Jens, som hun har et megacrush på, og som hun også arbejder for fra tid til anden. Sexfikseret og fyldt til bristepunktet af teenage-hormoner tænker Claudia kun på at miste sin mødom - og allerhelst til kokke-Jens. Men hvordan skal hun gribe det an, og hvordan får hun overboens kæreste ud af billedet?